# Шницель

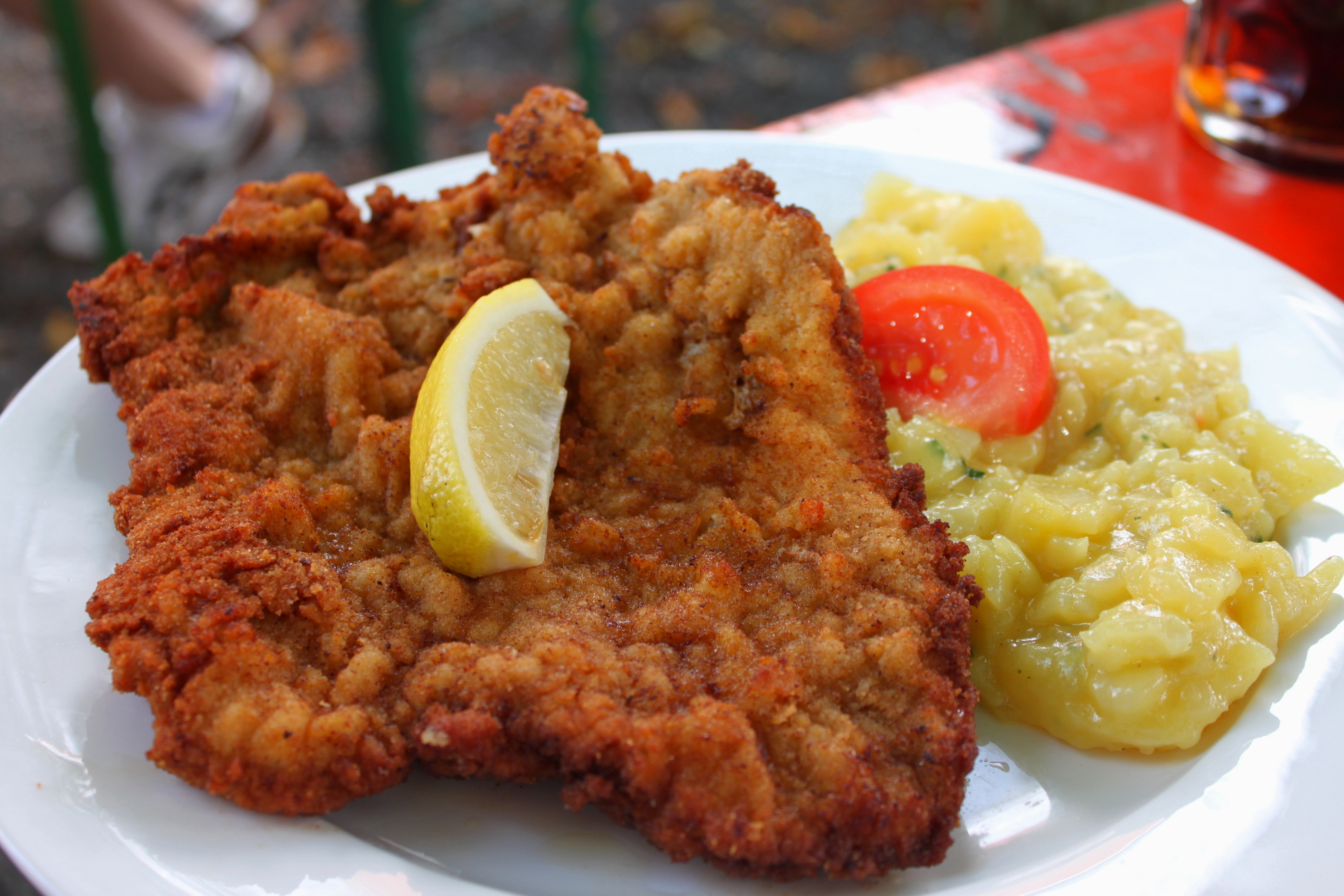
Шницель с картофельным салатом в баварском трактире

Приехав к месту назначения,

Вы с ним отправитесь в гостиницу,

Он, после шницеля с анчоусом,

Вам даст… Малагу-Аликант!
Шни́цель (нем. Schnitzel) — плотно панированный во взбитом яйце и сухарях порционный кусок слегка отбитого мяса, преимущественно телятины или свинины, жаренный на сковороде. Классический гарнир для шницеля — картофельный, с обязательным ломтиком лимона. Шницель — типичное мясное блюдо австрийской и немецкой кухни, широко известное в кухнях других стран. Согласно результатам репрезентативного опроса, проведённого в 2007 году в Германии, шницель занимал третью строчку в списке любимых блюд населения после спагетти болоньезе и спагетти с томатным соусом.
Шницель существует в самых различных вариантах. Венский шницель из телятины — символ Вены и Австрии, флагман австрийской кухни. Немцы предпочитают «свиной шницель» (нем. Schweineschnitzel), который называют «шницелем по-венски». В зависимости от соуса, которым немцы на свой манер заливают шницель, получаются разные блюда: охотничий шницель — под грибным охотничьим соусом, сливочный шницель — под соусом бешамель, цыганский шницель — под томатным цыганским соусом, швабский шницель — без панировки, сервированный со сливочным соусом и шпецле, обжаренными в сухарях. Австрийцы считают, что немецкие «подливки» к венскому шницелю — смертный грех. К телячьему шницелю по-гольштейнски сервируют копчёный лосось с сардинами в масле. Парижский шницель из телятины, названный предположительно в честь проходившей во французской столице Всемирной выставки 1889 года, встречается почти исключительно в Вене, перед жаркой его окунают только в муку и взбитое яйцо. В шницеле «кордон блю», швейцарском изобретении, не известном французской кухне, между двумя тонкими кусочками телятины проложены по ломтику сыр «эмменталь» и нежирная варёная ветчина. Шницелем является и панированная с пармезаном отбивная по-милански. Берлинский шницель готовят по принципу венского из отварного говяжьего вымени.
Слово «шницель» пришло в русский язык на рубеже XIX—XX веков вслед за блюдом из немецкого, где оно также означает «маленький отрезанный или отломанный кусочек чего-либо» и происходит от средневерхненемецкого snitzel — «отрезанный кусочек фрукта», уменьшительно-ласкательной формы от sniz. Согласно дореволюционным кулинарным книгам, шницели в России жарили на сливочном масле вместе с предварительно подрумяненным в нём мелко нашинкованным репчатым луком и сервировали с сухим ломтиком лимона или с процеженным после жарки маслом. Блюдо закрепилось в ресторанной кухне, сохранив в художественной литературе свой чужеземный «акцент». В воспоминаниях В. А. Тихонова о русско-турецкой войне официантка в походном ресторане Шарлотты Карловны объявляет меню: «Суп, шницель, армериттер». В «Золотом телёнке» у Ильфа и Петрова Лавуазьян в припадке славянизма решил не ударить лицом в грязь перед иностранцами в вагоне-ресторане и вместо шницеля, как заказали состоятельные журналисты, потребовал себе почки-соте.
Советская кухня трактовала термин «шницель» непростительно широко, по мнению В. В. Похлёбкина, признававшего только венский шницель. Шницели в советском общепите готовили говяжьи, свиные и бараньи от спинной части или от мякоти задней ноги, их подразделяли на натуральные, отбивные панированные и рубленые.
Рубленый шницель отличается от биточков, котлет и зраз только соответствующей плоскоовальной формой, их готовят как из мясной, так и овощной котлетной массы. Панированный куриный шницель назывался «по-министерски», панированный шницель из печени — «по-московски». Отбивной рыбный шницель в советских кулинарных книгах предлагалось готовить из филе горбуши, кеты, тайменя, кумжи и трески. Сырные шницели представляют собой обжаренные на жиру панированные ломтики твёрдого советского или голландского сыра. Шницель из капусты представляет собой два листа отваренной белокочанной капусты с отбитыми толстыми прожилками, сложенных в форме овального шницеля, панированных и жаренных в топлёном масле, его сервируют со сметаной или растопленным маслом.